# Thaisz Lajos
Thaisz Lajos (Tótbánhegyes, 1867. március 19. – Pestszentlőrinc, 1937. szeptember 23.) mezőgazdász, botanikus.

## Életrajza
Tótbánhegyesen született 1867-ben. Tanulmányait a budapesti tudományegyetemen végezte, 1888-ban a budapesti Vetőmagvizsgáló Állomás munkatársa, 1907-ben a kassai állomás vezetője lett. 1910-től 1922-ben való nyugdíjazásáig a Földművelésügyi Minisztériumban a rét- és legelőgazdálkodási ügyek vezetője volt.
Pestszentlőrincen hunyt el 70 évesen, 1937. szeptember 23-án.

## Munkássága
1892-től mint mezőgazdász elsősorban rétjeink és legelőink javításával és növényzetük szakszerű kezelésével, valamint a  Magyarországon őshonos sziki füvek és a gyepesítés kérdéseivel foglalkozott. Kidolgozta a vetőmagvizsgálat több technikai és elvi kérdését.
Mint botanikus főleg Budapest környéke, az Alföld, a Bánság és az ÉK-i-Kárpátok növényzetét tanulmányozta.
Szakirodalmi tevékenysége mellett 1902-ben Degen Árpáddal együtt megindította a Magyar Botanikai Lapokat. Főmunkatársa volt a Magyar Füvek Gyűjteménye című kiadványnak.

## Főbb munkái
- A vetőmagok hamisításának meggátlásáról (Országos Gazdakongresszus Naplója, Budapest, 1895)
- Amerikai lucerna (Budapest, 1896)
- A folyamtöltések begyepesítése (Magyaróvár, 1897)
- A növényekkel táplálkozó madarak káros vagy hasznos voltának elbirálása... (Budapest, 1899) Online
- Adatok Abaúj Torna vármegye flórájához (Botanikai Közlemények, 1908–1910)
- Hazánk rétjei és legelői (Budapest, 1910)
- Adatok Bereg vármegye flórájához (Magyar Botanikai Lapok, 1911)
- Az alföldi gyepek fejlődéstörténete és azok minősítése gazdasági szempontból (Budapest, 1921)
- A magyar talaj gyepesítése (Budapest, 1927)